# الکساندر کووال
الکساندر کووال (اوکراینی: Олександр Миколайович Коваль؛ زادهٔ ۳ مهٔ ۱۹۷۴) بازیکن فوتبال اهل اوکراین است.
از باشگاه‌هایی که در آن بازی کرده‌است می‌توان به باشگاه فوتبال متالورگ دونتسک، باشگاه فوتبال شاختار دونتسک، باشگاه فوتبال سوکول ساراتوف، باشگاه فوتبال استال آلچفسک، و باشگاه فوتبال لفسکی صوفیه اشاره کرد.
وی همچنین در تیم ملی فوتبال اوکراین بازی کرده‌است.